# Porochilus
Porochilus (Порохілус) — рід риб родини вугрехвості соми ряду сомоподібні. Має 4 види. Наукова назва походить від грецьких слів poros, тобто «пористий», та cheilos — «губа».

## Опис
Загальна довжина представників цього роду коливається від 12 до 24 см. Голова невеличка, коротка, у задній частині увігнута. Очі маленькі. Є 4 пари коротеньких вусів. Тулуб вугреподібний, стрункий. Спинний плавець маленький, з короткою основою, з 1 жорстким променем. Грудні та черевні плавці маленькі. Жировий, хвостовий та анальний плавці поєднані між собою. Усі вони низькі, окрім анального.
Забарвлення сріблясте та світло-коричневе.

## Спосіб життя
Це демерсальні риби. Воліють прісних водойм. Зустрічаються в річках з повільною течією та піщаним або скелястим дном, в зарослих, болотистих лагунах і озерах. Активні вночі, вдень ховаються в укриттях. Живляться дрібними ракоподібними, комахами й молюсками.
Самиця відкладає від 100 до 20 тис. ікринок.

## Розповсюдження
Мешкають у водоймах північної Австралії та Нової Гвінеї.

## Види
- Porochilus argenteus
- Porochilus meraukensis
- Porochilus obbesi
- Porochilus rendahli